# 努力進行曲
《努力進行曲》（日语：がむしゃら行進曲）是關西傑尼斯8的第31張單曲，於2014年12月3日發行。

## 概要
- 《努力進行曲》為成員丸山隆平演出電視劇《靈異教師神眉》的主題曲。這首歌曲的作詞、作曲和編曲部分都是由曾經參與製作專輯《Juke Box》的Peach製作的。歌曲的旋律走關西傑尼斯8特有的搞怪路線和關西人獨特的豪爽風格，搞笑又好聽。在MV中，成員們化身成為風格迥異的各課老師，在校園中鞭策學生，故事內容十足。另外，新碟分多個版本發售，其中首次發售的限量版中，會有DVD以及丸山隆平老師指導的主打歌舞蹈動作教程。[1]
- 首週單曲銷量為201,022張。

## 收錄曲目

### 初回限定盤
CD
1. 努力進行曲（がむしゃら行進曲）
作詞・作曲・編曲：Peach、ブラスアレンジ：YOKAN
2. 次の春です。
作詞：SAKRA、平義隆、作曲：SAKRA、編曲：山路一志

DVD
- 「がむしゃら行進曲」Music Clip & Making

### 普通盤
1. がむしゃら行進曲
2. 次の春です。
3. Cannonball
作詞：TAKESHI、作曲：Susumu Kawaguchi、Joakim Bjornberg、Christofer Erixon、作曲・編曲：Atsushi Shimada
4. がむしゃら行進曲（Original Karaoke）
5. 次の春です。（Original Karaoke）
6. Cannonball（Original Karaoke）

## 外部連結
- 唱片公司介紹頁面（页面存档备份，存于）（日語）
- 經紀公司官網（页面存档备份，存于）（日語）

1. ↑  . 網易娛樂. 2014-12-13  [2015-08-07]. （原始内容存档于2019-08-08）.